# Том Долан
Том Долан (англ. Tom Dolan; нар. 15 вересня 1975, Арлінгтон, Вірджинія, США) — американський плавець.
Олімпійський чемпіон 1996, 2000 років.
Чемпіон світу з водних видів спорту 1994, 1998 років.
Переможець Пантихоокеанського чемпіонату з плавання 1995 року, призер 1993 року.